# Retroflex, zöngétlen zárhang
A retroflex, zöngétlen zárhang egyes beszélt nyelvekben használt mássalhangzó. A nemzetközi fonetikai ábécé (IPA) e hangot a ʈ jellel jelöli, X-SAMPA-jele pedig t`. Mint minden retroflex mássalhangzónak, ennek is úgy képezhető az IPA-jele, hogy a megfelelő alveoláris mássalhangzó jelének (esetünkben az alveoláris, zöngétlen zárhang t jelének) aljára egy jobbra mutató kampót  illesztünk. Ha a betűkészletben használt kis t betűnek már van jobbra mutató kampója, akkor a ʈ-t úgy különböztetjük meg a t-től, hogy ezt a kampót lenyúló szárként  meghosszabbítjuk az alapvonal  alá: vö. t és ʈ.

## Jellemzői
A retroflex, zöngétlen zárhang jellemzői:
- Képzésmódja zárhang (explozíva), ami annyit tesz, hogy létrehozásakor elzáródik a toldalékcsőben haladó légáramlat, majd ez a zár (a nazálisok kivételével) hirtelen feloldódik (felpattan).
- Képzéshelye retroflex, ami eredendően azt jelenti, hogy a nyelvhegy visszahajlításával jön létre, tágabb értelemben viszont annyit tesz, hogy posztalveoláris anélkül, hogy palatalizált lenne. A jellegzetes, nyelvhegy alatti (visszahajlított) képzésmód mellett tehát a nyelv érintkezhet apikálisan (a hegyével) vagy laminálisan (laposan) is.
- Zöngésségi típusa zöngétlen, így a hangszalag rezgése nélkül képződik.
- Orális mássalhangzó, azaz a levegő a szájon át tudja elhagyni a beszédképző szerveket.
- Mivel a hangot nem a nyelv fölötti levegőáram hozza létre, a centrális/laterális megkülönböztetés itt nem alkalmazható.
- Légáram-mechanizmusa pulmonikus egresszív, vagyis a levegőt pusztán a tüdővel és a rekeszizommal kilélegezve képezhető, akárcsak a legtöbb más beszédhang.

## Előfordulása
| Nyelv      | Nyelv               | Szó      | IPA        | Jelentés                 | Jegyzet                                                                                            |
| ---------- | ------------------- | -------- | ---------- | ------------------------ | -------------------------------------------------------------------------------------------------- |
| angol      | indiai nyelvjárások | time     | [ʈaɪm]     | ’idő’                    | A más nyelvjárásokban használt alveoláris /t/-nek felel meg. L. angol hangtan                      |
| bengáli    | bengáli             | টাকা       | [ʈɒːkaː]   | ’taka’                   | Szembeállítja a hehezet nélküli és a hehezetes alakokat.                                           |
| brahui     | brahui              | سىٹ      | [asiʈ]     | ’egy’                    | |
| hindi      | hindi               | टालना      | [ʈaːl.naː] | ’elhalasztani’           | A hindi szembeállítja a hehezet nélküli és a hehezetes alakokat. L. hindi-urdu hangtan             |
| hmong      | hmong               | raus     | [ʈàu]      | ’belemerül (folyadékba)’ | Szembenáll a hehezetes formájával (írva: ‹rh›).                                                    |
| jávai      | jávai               | bathang  | [baʈaŋ]    | ’holttest’               | |
| kannada    | kannada             | ಟಠ್ಠು      | [tʌʈʈu]    | ’megkopogtatni’          | Szembeállítja a hehezet nélküli és a hehezetes alakokat                                            |
| magyar     | egyes nyelvjárások  | tátika   | [ʈaːʈikɑ]  | ’tátika’                 | A más nyelvjárásokban használt /t/-nek felel meg; formális helyzetekben nem tekintik megfelelőnek. |
| malajálam  | malajálam           | അഠുക      | [aʈuka]    | ’főzni’                  | A formális malajálamban szembenállhatnak a hehezet nélküli és a hehezetes alakok.                  |
| maráthi    | maráthi             | बटाटा      | [bəʈaːʈaː] | ’burgonya’               | Szembeállítja a hehezet nélküli és a hehezetes alakokat.                                           |
| norvég     | norvég              | kort     | [kɔʈː]     | ’kártya’                 | L. norvég hangtan                                                                                  |
| nunggubuyu | nunggubuyu          | [ʈakowa] | [ʈakowa]   | ’garnélarák’             | |
| pastu      | pastu               | ټول      | [ʈol]      | ’az összes’              | |
| svéd       | svéd                | karta    | [kʰɑːʈa]   | ’térkép’                 | L. svéd hangtan                                                                                    |
| tamil      | tamil               | எட்டு      | [eʈʈɯ]     | ’nyolc’                  | L. tamil hangtan                                                                                   |
| telugu     | telugu              | టఠ్ఠు      | [tʌʈʈu]    | ’csapni’                 | Szembeállítja a hehezet nélküli és a hehezetes alakokat                                            |
| torwali    | torwali             | ?        | [ʈijɛl̥]    | ’szavak’                 | Szembeállítja a hehezetes és a hehezet nélküli alakokat                                            |
| urdu       | urdu                | آٹه۔     | [ɑːʈʰ]     | ’nyolc’                  | L. hindi-urdu hangtan                                                                              |
| welayta    | welayta             | [ʈaza]   | [ʈaza]     | ’harmat’                 | |